# ماریانا کسورنیه
ماریانا کسورنیه (زاده ۸ اکتبر ۱۹۷۵ در بوداپست) ریاضیدان مجارستانی است که به عنوان استاد دانشگاه شیکاگو فعالیت می‌کند. او در زمینه تجزیه و تحلیل واقعی، تئوری اندازه‌گیری هندسی و تجزیه و تحلیل عملکردی غیرخطی هندسی تحقیقات انجام می‌دهد. او معادل بودن مفهوم اندازه‌گیری صفر از فضاهای بی‌نهایت ابعادی فضای باناخ را اثبات کرد.

## تحصیلات و شغل
کسورنیه دکترای خود را از دانشگاه Etvös Loránd در سال ۱۹۹۹ دریافت کرد. او بین سالهای 1999 – ۲۰۱۱ استاد گروه ریاضیات کالج دانشگاهی لندن بود و سال تحصیلی 2009 – ۲۰۱۰ را در دانشگاه ییل به عنوان استاد میهمان گذراند. هم‌اکنون وی در دانشگاه شیکاگو مشغول به فعالیت است.
وی سردبیر مجله ریاضیات Real Analysis Exchange است.

## جوایز و افتخارات
کسورنیه درسال ۲۰۰۲ برندهٔ جایزه Whitehead و جایزه انجمن سلطنتی تحقیق وولفسون سلطنتی شد. در سال ۲۰۰۸ نیز به دلیل فعالیت در تئوری اندازه‌گیری هندسی، جوایز فیلیپ لورهولم برای ریاضیات و آمار دریافت کرد.
او سخنران بخش دعوت شده در کنگره بین‌المللی ریاضیدانان، در سال ۲۰۱۰ نیز بود.